# Ángel (Miguel Ángel)
El Ángel, portacandelabro, es una escultura en mármol, realizada por Miguel Ángel en el año 1494 para el Arca de Santo Domingo de la basílica de Santo Domingo en Bolonia.
Por el fallecimiento en 1494 del escultor Niccolo dell'Arca que estaba realizando la decoración del sepulcro de Santo Domingo de Guzmán, se recurrió a Miguel Ángel, para la terminación de las imágenes de San Petronio, San Procolo y un Ángel portacandelabro que hiciera pareja con el ejecutado por Niccolo dell'Arca.
La obra del Ángel de Miguel Àngel, que es la única alada en toda su escultura, se muestra en un gran contraste con la delicada escultura de Niccolo dell’Arca, retorna Miguel Ángel a la escultura típica toscana del siglo XV, pero con un aire monumental, se aprecia en los ropajes un gran dinamismo con un claro recuerdo a Jacopo della Quercia. Esta obra se encuentra documentada en las biografías de Vasari y Condivi.